# Románia az 1980. évi téli olimpiai játékokon
Románia az egyesült államokbeli Lake Placidben megrendezett 1980. évi téli olimpiai játékok egyik részt vevő nemzete volt. Az országot az olimpián 4 sportágban 35 sportoló képviselte, akik érmet nem szereztek.

## Bob
| Versenyző                                                                | Versenyszám | 1. futam | 1. futam | 2. futam | 2. futam | 3. futam | 3. futam | 4. futam | 4. futam | Összesítés | Összesítés |
| Versenyző                                                                | Versenyszám | Idő      | Hely.    | Idő      | Hely.    | Idő      | Hely.    | Idő      | Hely.    | Idő        | Helyezés   |
| ------------------------------------------------------------------------ | ----------- | -------- | -------- | -------- | -------- | -------- | -------- | -------- | -------- | ---------- | ---------- |
| Dragoş Panaitescu-Rapan Gheorghe Lixandru                                | Kettes      | 1:03,99  | 13.      | 1:04,30  | 13.      | 1:03,75  | 12.      | 1:04,00  | 12.      | 4:16,04    | 11.        |
| Constantin Iancu Constantin Obreja                                       | Kettes      | 1:04,58  | 16.      | 1:04,52  | 15.      | 1:04,76  | 19.      | 1:04,77  | 18.      | 4:18,63    | 18.        |
| Dragoş Panaitescu-Rapan Dorel Cristudor Sandu Mitrofan Gheorghe Lixandru | Négyes      | 1:01,42  | 10.      | 1:01,32  | 9.       | 1:00,61  | 9.       | 1:01,33  | 9.       | 4:04,68    | 8.         |
| Constantin Iancu Ion Duminicel Doru Frîncu Constantin Obreja             | Négyes      | 1:01,85  | 17.      | 1:02,16  | 16.      | 1:01,74  | 15.      | 1:01,76  | 13.      | 4:07,51    | 14.        |

## Gyorskorcsolya
Férfi
| Versenyző     | Versenyszám | Eredmény | Helyezés |
| ------------- | ----------- | -------- | -------- |
| Vasile Coroş  | 500 m       | 40,30    | 27.      |
| Vasile Coroş  | 1000 m      | 1:21,89  | 31.      |
| Jenei Dezső   | 500 m       | 40,84    | 30.      |
| Jenei Dezső   | 1000 m      | 1:22,66  | 33.      |
| Andrei Erdely | 5000 m      | 7:34,41  | 22.      |
| Andrei Erdely | 10 000 m    | 15:31,73 | 20.      |

## Jégkorong
| Román férfi jégkorongcsapat-játékoskeret                                                               | Román férfi jégkorongcsapat-játékoskeret                                                                           | Román férfi jégkorongcsapat-játékoskeret                                                                    |
| --- | --- | --- |
| - Antal István - Dumitru Axinte - Ion Berdilă - Cazacu Cazan - Marian Costea - Şandor Gal - Antal Előd | - Alexandru Hălăucă - Gheorghe Huţan - George Justinian - Doru Moroşan - Nagy Béla - Nagy Zoltán - Valerian Netedu | - Constantin Nistor - Adrian Olenici - Marian Pisaru - Mihail Lucian Popescu - Sólyom László - Doru Tureanu |

### Eredmények
Kék csoport
| Csapat           | M | Gy | D | V | G+ | G– | Gk  | P |
| ---------------- | - | -- | - | - | -- | -- | --- | - |
| Svédország       | 5 | 4  | 1 | 0 | 26 | 7  | +19 | 9 |
| Egyesült Államok | 5 | 4  | 1 | 0 | 25 | 10 | +15 | 9 |
| Csehszlovákia    | 5 | 3  | 0 | 2 | 34 | 16 | +18 | 6 |
| Románia          | 5 | 1  | 1 | 3 | 13 | 29 | –16 | 3 |
| NSZK             | 5 | 1  | 0 | 4 | 21 | 30 | –9  | 2 |
| Norvégia         | 5 | 0  | 1 | 4 | 9  | 36 | –27 | 1 |

| 1980. február 12. | NSZK (FRG) | 4 – 6 (1–1, 3–2, 0–3) | Románia | Lake Placid |

|  |  |  |  |  |
|  |  |  |  |  |
|  |  |  |  |  |
|  |  |  |  |  |

| 1980. február 14. | Svédország (SWE) | 8 – 0 (3–0, 4–0, 1–0) | Románia | Lake Placid |

|  |  |  |  |  |
|  |  |  |  |  |
|  |  |  |  |  |
|  |  |  |  |  |

| 1980. február 16. | Csehszlovákia (TCH) | 7 – 2 (0–1, 3–0, 2–0) | Románia | Lake Placid |

|  |  |  |  |  |
|  |  |  |  |  |
|  |  |  |  |  |
|  |  |  |  |  |

| 1980. február 18. | Egyesült Államok (USA) | 7 – 2 (2–0, 2–1, 3–1) | Románia | Lake Placid |

|  |  |  |  |  |
|  |  |  |  |  |
|  |  |  |  |  |
|  |  |  |  |  |

| 1980. február 20. | Románia (ROU) | 3 – 3 (1–1, 0–1, 2–1) | Norvégia | Lake Placid |

|  |  |  |  |  |
|  |  |  |  |  |
|  |  |  |  |  |
|  |  |  |  |  |

| Csapat  | Helyezés |
| ------- | -------- |
| Románia | 8.       |

## Szánkó
| Versenyző                       | Versenyszám | 1. futam | 1. futam | 2. futam | 2. futam | 3. futam | 3. futam | 4. futam | 4. futam | Összesítés | Összesítés |
| Versenyző                       | Versenyszám | Idő      | Hely.    | Idő      | Hely.    | Idő      | Hely.    | Idő      | Hely.    | Idő        | Helyezés   |
| ------------------------------- | ----------- | -------- | -------- | -------- | -------- | -------- | -------- | -------- | -------- | ---------- | ---------- |
| Maria Maioru                    | Női egyes   | 41,071   | 25.      | 41,054   | 21.      | 41,120   | 19.      | 41,350   | 22.      | 2:44,595   | 21.        |
| Elena Stan                      | Női egyes   | 40,852   | 21.      | 41,489   | 24.      | 41,085   | 18.      | 41,040   | 18.      | 2:44,466   | 20.        |
| Ioan Apostol Cristinel Piciorea | Kettes      | 40,757   | 15.      | 41,909   | 16.      |          |          |          |          | 1:22,666   | 15.        |